# Boonkerdia
Boonkerdia, novi rod pravih paprati (papratnice) iz potporodice Grammitidoideae,. dio porodice Polypodiaceae, red Polypodiales. Kew ovaj rod tretira kao sinonim za Grammitis.
Postoje 3 vrste u tropskoj Aziji. Rod je opisan u Taxon 72(5): 986–988. 2023. Tipična je Boonkerdia khaoluangensis (Tagawa & K. Iwats.) Li Bing Zhang. 

## Vrste
1. Boonkerdia cornigera (Baker) Parris
2. Boonkerdia khaoluangensis (Tagawa & K.Iwats.) Li Bing Zhang, Pollawatn, X.M.Zhou & Liang Zhang
3. Boonkerdia thwaitesii (Bedd.) Parris

## Sinonimi
Nema